# Гептагенія Самоха
Гептагенія Самоха (Heptagenia samochai) — вид комах з родини Heptageniidae. Може використовуватися як індикатор якості водного середовища. 

## Морфологічні ознаки
Личинка темно-коричнева зі світлим жовтим контрастним малюнком, довжина без церок — до 14 мм. Тіло імаго світло-жовте, завдовжки до 15 мм. Від близьких видів роду відрізняється формою поперечних жилок проксимальної ділянки субкостального поля переднього крила та деталями будови пеніса у імаго, структурою ротових органів та зябер у личинки.

## Поширення
В Україні зустрічається тільки в Криму: передгірські ділянки р. Чорна, Салгір, Біюккарасу. За межами Криму відомий в Ізраїлі (типова місцевість), на Кавказі, у Вірменії, Азербайджані, Грузії та Ірані.

## Особливості біології
Передгірні ділянки рік (рітраль) зі швидкістю течії до 1 м/с та переважно кам’янистим річищем. Личинки трапляються на зворотному боці каміння. Імаго та субімаго — на прибережній рослинності. Характер живлення. Личинки — фітодетритофаги, зіскоблювачі. Живляться діатомовими водоростями та детритом. Біологія розмноження. Унівольтинний вид. Літ імаго — у травні–липні (можливо, до вересня). Зимує на фазі личинки.

## Загрози та охорона
Чисельність зменшується в умовах антропогенного пресу (забруднення рік, гідротехнічне будівництво).
Знайдений на території ландшафтного заказника загальнодержавного значення «Байдарський». Для збереження популяцій необхідна охорона річкових ділянок від забруднення, спрямлення русла, зміни гідрологічного режиму. Дотримання нормативів Водного кодексу України.